# Phanerotoma curvimaculata
Phanerotoma curvimaculata är en stekelart som beskrevs av Cameron 1911. Phanerotoma curvimaculata ingår i släktet Phanerotoma och familjen bracksteklar. Inga underarter finns listade i Catalogue of Life.